# Kazimierz Bassalik

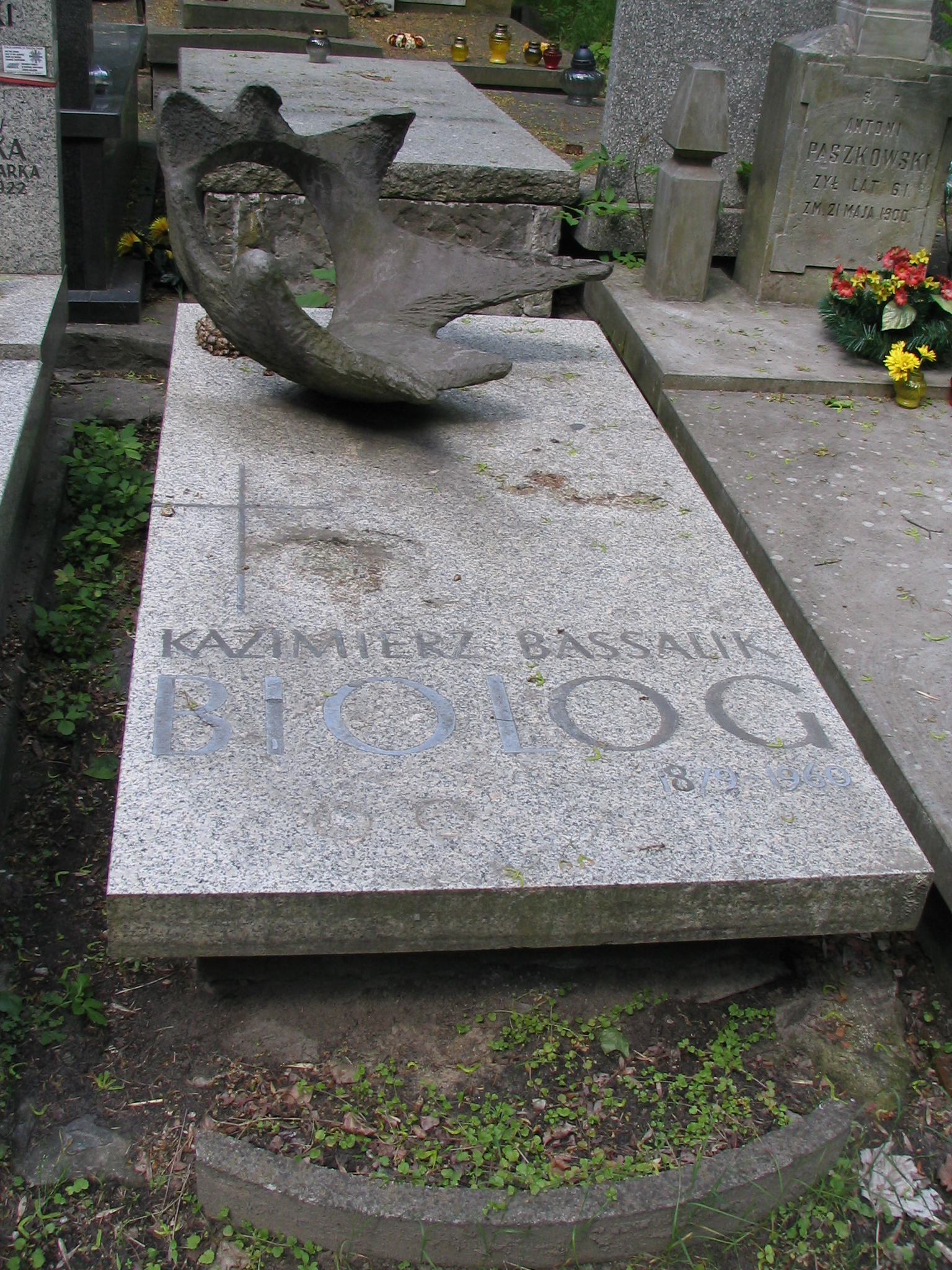
Grób Kazimierza Bassalika na cmentarzu Powązkowskim

Kazimierz Marian Antoni Bassalik (ur. 12 czerwca 1879 w Brzeziu k. Pleszewa, zm. 27 czerwca 1960 w Warszawie) – polski botanik, mikrobiolog, profesor fizjologii roślin Uniwersytetu Warszawskiego, członek rzeczywisty Polskiej Akademii Nauk.

## Życiorys
Urodził się 12 czerwca 1879 r. w Brzeziu w powiecie pleszewskim, w rodzinie Juliana, nauczyciela, i Wandy z Piotrowiczów. W 1899 r. ukończył Gimnazjum św. Marii Magdaleny w Poznaniu. W latach 1899–1902 odbył studia w Königlich-Sächsische Forstakademie w Tharandt k. Drezna, następnie studiował chemię i fizykę na Uniwersytecie Humboldtów w Berlinie (1903–1906) i botanikę na uniwersytecie w Bazylei (1906–1908). W tym ostatnim uzyskał doktorat (1909) i habilitację (1916). Od 1912 r. pracował w Instytucie Botanicznym uniwersytetu w Bazylei jako asystent, a w latach 1914–1918 zastępca profesora.
Po powrocie do Polski w 1918 r. pracował w Państwowym Instytucie Naukowym Gospodarstwa Wiejskiego w Puławach jako kierownik oddziału mikrobiologii. Od 1919 r. aż do śmierci był profesorem fizjologii roślin Uniwersytetu Warszawskiego. W latach 1921–1924 był dyrektorem Państwowego Naukowego Instytutu Rolniczego w Bydgoszczy. Z jego inicjatywy w lutym 1923 r. powstał bydgoski Oddział Polskiego Towarzystwa Przyrodników im. Kopernika, którego był pierwszym prezesem. Był to pierwszy w II Rzeczypospolitej oddział PTP w mieście nieuniwersyteckim, skupiający 58 miejscowych członków.
Był działaczem i organizatorem, sekretarzem, a później prezesem Akademii Nauk Technicznych. Był członkiem Towarzystwa Naukowego Warszawskiego, Polskiej Akademii Umiejętności i Polskiej Akademii Nauk: od 1952 r. członkiem tytularnym, a od 1957 r. członkiem rzeczywistym. Był także honorowym członkiem Polskiego Towarzystwa Botanicznego.
Kazimierz Bassalik jest jednym z twórców polskiej mikrobiologii. Owocem jego badań były liczne prace, artykuły i referaty, publikowane m.in. w „Acta Societatis Botanicorum Poloniae”, których był redaktorem. 
W latach okupacji hitlerowskiej uczestniczył w tajnym nauczaniu uniwersyteckim w Warszawie.
Zmarł w Warszawie, pochowany na cmentarzu Powązkowskim (kwatera 243-3-5).
Materiały archiwalne Kazimierza Bassalika znajdują się w PAN Archiwum w Warszawie pod sygnaturą III-75.

## Rodzina
Był dwukrotnie żonaty. Pierwsza żona Anna, lingwistka i działaczka społeczno-kulturalna, była córką wybitnego botanika i genetyka holenderskiego Hugo de Vriesa; druga żona Ludmiła z Janotów, II v. Chabielska (1924–1994), została profesorem genetyki w Instytucie Genetyki i Hodowli Zwierząt Polskiej Akademii Nauk.

## Ordery i odznaczenia
- Krzyż Komandorski z Gwiazdą Orderu Odrodzenia Polski (20 września 1951)[8]
- Krzyż Komandorski Orderu Odrodzenia Polski (10 listopada 1938)[9]
- Medal 10-lecia Polski Ludowej (14 stycznia 1955)[10]

## Nagrody
- Nagroda Państwowa I stopnia za wybitne osiągnięcia w dziedzinie fizjologii roślin (1952)[11]

## Upamiętnienie
W 2003 r. decyzją Komitetu Mikrobiologii Polskiej Akademii Nauk ustanowiono nagrodę imienia Kazimierza Bassalika przyznawaną za najlepsze prace z zakresu mikrobiologii wykonane w polskich laboratoriach.